# Закрывающая технология
Закрывающая технология — инновационная категория, которая в результате своего появления сокращает потребность в ресурсах, включая человеческие ресурсы. При этом закрывающая технология приводит к сворачиванию отдельных специальностей или отраслей промышленности без появления сравнимых по потребностям в ресурсах направлений. Если же просто имеет место замещение новыми технологиями (отраслями, рыночными нишами) ставших ненужными в силу утраты актуальности старых, то речь идёт о подрывных инновациях.

## Примеры
Первым упомянутым в научной литературе примером такой технологии считать следует слова К. Маркса об изобретении ткацкого станка, после чего в Великобритании и Индии умерло множество ткачей, необходимость в которых у общества отпала.

## Значение
Закрывающая технология ведёт к техническому прогрессу, который в этом случае подрывает действующую экономическую систему нарушением производственного баланса и создаёт структурную безработицу в условиях наёмного рабства. С объективной точки зрения закрывающая технология способствует благополучию человека в определённой сфере и, в то же время, не создаёт проблем в других.